# Lista de episódios de The Noite com Danilo Gentili

O logotipo do programa usado atualmente. Ele é formado por um letreiro com luzes de neon, com os dizeres "The Noite" em azul e "com Danilo Gentili", escrito em amarelo com fonte tipo script. Esse letreiro fica dentro de um círculo, acima de um arranha-céu.

The Noite com Danilo Gentili é um programa de televisão brasileiro apresentado pelo comediante stand-up Danilo Gentili, atualmente produzido e exibido pelo SBT. Gentili, anteriormente, apresentou por cerca de três anos anos o Agora É Tarde, de 29 de junho de 2011 até 31 de dezembro de 2013, na Band. A saída do apresentador da emissora e a ida para o SBT devem-se a conflitos com a produtora do seu antigo programa, a Eyeworks, e também com as restrições que a Band pretendia colocar no programa.
O gênero do programa é late-night talk show, um subgênero dos programas de entrevistas, que possuem como algumas de suas características a presença do humor e as exibições nos finais da noite. A sua estreia ocorreu em 10 de março de 2014, e desde então o programa vai ao ar durante os cinco dias úteis da semana, após a exibição da linha de shows.
Desde a estreia do programa, foram levados ao ar mais de 2800 episódios, que estão divididos em 12 temporadas. Esta contagem exclui os episódios que foram reprisados entre as temporadas e durante a pandemia de COVID-19, que incluem partes inéditas pré-gravadas.

## 1.ª temporada (2014)
A primeira temporada do programa estreou em 10 de março de 2014, em uma segunda-feira, após uma exibição do Máquina da Fama, que na ocasião fez uma espécie de crossover com o programa. O primeiro entrevistado da temporada foi o comediante Fábio Porchat. O último episódio foi exibido em 2 de janeiro de 2015, e teve como convidada a astróloga Paula Pires. Durante o período do fim da primeira temporada até a estreia da segunda, o SBT exibiu reprises com as melhores entrevistas exibidas na referida temporada.

## 2.ª temporada (2015)
A segunda temporada do programa teve a sua estreia no dia 2 de março de 2015, e o humorista Wellington Muniz foi o primeiro convidado. O último episódio da temporada foi exibido em 1 de janeiro de 2016 e as convidadas do programa foram as comediantes Micheli Machado e Carol Zoccoli. Assim como no ano anterior, o programa teve seus melhores episódios da temporada reprisados até a estreia da temporada seguinte.

## 3.ª temporada (2016)
A terceira temporada do programa teve o seu primeiro episódio exibido em 7 de março de 2016. Na ocasião, a apresentadora Luciana Gimenez foi a convidada. A terceira temporada também contou com a primeira troca de cenário do programa. O último episódio dessa temporada foi exibido em 30 de dezembro do mesmo ano, e o cantor Ventania foi o entrevistado do dia.

## 4.ª temporada (2017)
A quarta temporada do programa teve a sua estreia feita no dia 6 de março de 2017. O primeiro convidado da temporada foi o ator Hugh Jackman e o último foi o comediante Gigante Léo. O episódio final da temporada foi exibido em 29 de dezembro de 2017.

## 5.ª temporada (2018)
A quinta temporada do The Noite iniciou-se em 12 de março, e encerrando a 28 de dezembro de 2018 tendo como o primeiro convidado o cantor Fábio Júnior. O último convidado da temporada foi o dublador Wendel Bezerra.

## 6.ª temporada (2019)
A sexta temporada do The Noite teve início em 11 de março de 2019, com um episódio especial, o The Noite Awards, em comemoração aos 5 anos de programa. O primeiro entrevistado desta temporada, assim como foi na estreia, foi o humorista Fábio Porchat. O episódio final da temporada foi exibido em 27 de dezembro de 2019, onde foi entrevistado o cabeleireiro Rodrigo Cintra.

## 7.ª temporada (2020)
A sétima temporada do The Noite estreou em 9 de março de 2020, tendo como o primeiro convidado o jornalista Carlos Nascimento. A sétima temporada também contou com a segunda troca de cenário do programa. O episódio final da temporada foi exibido em 1 de janeiro de 2021, onde foi entrevistado Vitor Santos do canal "Metaforando".

## 8.ª temporada (2021)
A oitava temporada do The Noite teve a sua estreia no dia 22 de fevereiro de 2021, tendo como primeiro entrevistado o cantor Luciano Camargo.

## 9.atemporada (2022)
A nona temporada do The Noite teve sua estreia no dia 07 de março de 2022, tendo como primeiro entrevistado o professor e cientista político Heni Ozi Cukier.

## 10.atemporada (2023)
A décima temporada do The Noite teve sua estreia no dia 13 de março de 2023, tendo como primeiro entrevistado o ex-jogador Ronaldo Fênomeno.

## 11.atemporada (2024)
A décima primeira temporada do The Noite estreou em 04 de março de 2024 com uma edição especial comemorando os 10 anos do programa. Nessa ocasião, o jornalista Carlos Tramontina assumiu o papel de apresentador, conduzindo o programa que relembrou momentos icônicos das 2.526 edições anteriores. Além disso, houve uma homenagem especial com a participação de diversos personagens marcantes e amigos do programa, culminando no clipe We Are The Noite, uma paródia da música We Are The World.

## 12atemporada (2025)
A décima segunda temporada do The Noite estreou em 03 de fevereiro de 2025, tendo como primeiro entrevistado Tiago Leifert.